# السباحة في دورة الألعاب الأولمبية الصيفية 1964 سباق سباحة حرة 100 متر رجال
أقيم سباق سباحة حرة 100 متر رجال في دورة الألعاب الأولمبية الصيفية لعام 1964 في الفترة من 11 وحتى 12 أكتوبر  شارك في السباق 66 متنافسًا من 33 دولة.  في هذا السباق سمحت للدول بمشاركة ما يصل إلى ثلاثة سباحين لكل منها كحد أقصى للعبة الواحدة بعدما كان الحد الأقصى هو اثنين في عام 1960. فاز بالسباق دون شولاندر من الولايات المتحدة، وهو أول انتصار للولايات المتحدة في هذا الحدث منذ عام 1952 والثامن بشكل عام. حصلت بريطانيا العظمى على الميدالية الفضية بعدما حصدها سباحها (بوبي ماكجريجور)، بينما حصد الفريق الألماني المتحد الميدالية البرونزية عن طريق مشاركها (هانز يواكيم كلاين) وهي أول ميدالية لهما في سباق السباحة الحرة 100 متر رجال.